# Lambert Bos
Lambert Bos (23. října 1670 ve Workumu – 6. ledna 1717 ve Franekeru) byl fríský filolog. Narodil se ve Workumu řediteli místní školy Jakobu Bosovi a studoval na fríské univerzitě ve Franekeru, kde se později, v roce 1697, stal učitelem a v roce 1704 profesorem řečtiny.

## Dílo
- Exercitationes philologicae ad loca nonulla novi foederis (1700)
- Ellipses graecae (1702)
- Antiquitates Graecae (1714)
- Animadversiones ad Scriptores quosdam Graecos (1715)